# Pterostichus suffusus
Pterostichus suffusus är en skalbaggsart som beskrevs av Thomas Casey. Pterostichus suffusus ingår i släktet Pterostichus och familjen jordlöpare. Inga underarter finns listade i Catalogue of Life.